# Salticus aiderensis
Salticus aiderensis är en spindelart som beskrevs av Logunov, Rakov 1998. Salticus aiderensis ingår i släktet Salticus och familjen hoppspindlar. Inga underarter finns listade i Catalogue of Life.